# Liste des rois de Breifne
Ceci est la liste des rois de Bréifne depuis 1128 jusqu'à sa disparition en 1605.

## Histoire
Le Royaume de Breifne se trouvait situé au nord-ouest de l'Irlande dans les modernes comté de Leitrim, de Cavan, incluant aussi une partie du comté de Sligo actuel. Selon la tradition son origine est lié à la lignée du roi de Connacht Art Uallach mac Aedh Ruairc de Connacht mort en 1046, dont Tigernan Mor mac Aedh mac Domanaill mac Ualgairg mac Niaill mac Airt est le descendant. Le nom de la dynastie régnante fut anglicisé en O'Rourke. Au XIIe siècle la partie est du royaume s'en sépare un certain Gofraid Ua Raghallaigh dont les successeurs avec le nom anglicisé en O'Reilly régneront jusqu'en 1607.
Sauf indication contraire, les dates spécifiées sont les dates d'accession et de mort.

## Liste des Ó Ruairc rois de  Bréifne
- Art Uallach mac Aedh Ruairc roi de Connacht († 1046)
- Áed mac Airt Uallaig Ua Ruairc , roi de Connacht & Bréifne: c.1067–1087 –  fils de Art Uallach
- Donnchadh cael Ó Ruairc, roi de Bréifne: c.1084 – fils de Art an caileach
- Ualgharg Ó Ruairc, héritier du Connacht: 1085 – fils de Niall († 1047) mac Airt Uallach
- Donnchadh Ó Ruairc, seigneur Ui Briuin et Conmaicne: 1101 – fils d' Art Uí Ruairc
- Domnall mac  Tigernáin Ua Ruairc († 1102), roi de Connacht et de Bréifne c.1095–1102 – fils de Tigernán fils d'Ualgharg
- Cathal Ó Ruairc, seigneur Ui Briuin Bréifne et Gailenga: 1105 – fils de Gilla Braite, fils de Tigernán
- Domnall Ó Ruairc, seigneur Ui Briúin: c.1108 – fils de Donnchadh
- Aedh an Gilla Sronmaol Ó Ruairc roi de Conmaicne: c.1117–1122 – fils de Domnall (ou Donnchadh).
- Tigernán Mór Ua Ruairc, (après 1128-1172);
- Aed mac Gilla Braite, (1172-1176);
- Amlaib mac Fergaile, (1176-1184);
- Aed mac Mael Sechlainn, (1184-1187);
- Ualagarg mac Cathail Leith, (après 1196-1209);
- Art mac Domnaill, (1209-1210);
- Ualagarg mac Cathail Leith, (après 1214-1231);
- Cathal Riabach mac Donnchada, (1231-1236);
- Conchobhar mac Tigernain, (après 1250-1257);

## Liste des seigneurs de Ó Ruairc Bréifne
- Sigtrygg (Sitric) mac Ualgairg, (1256-1257);
- Amblaib mac Airt, (1257-1258);
- Domnall mac Conchobair Ó Ruairc, (1258-1260);
- Art mac Cathail Riabaig, (1261-1266);
- Conchobar Buide mac Amlaib, (1266-1273);
- Art mac Cathail Riabaig, (1273-1275);
- Tigernan mac Aeda, (1273-1274);
- Amlaib mac Airt, (1275-1307);
- Domnall Carrach mac Amlaib, (1307-1311);
- Ualgarg mac Domnaill Charraig, (1316-1346);
- Flaithbheartach mac Domhnaill Charraigh, (1346-1349);
- Aodh Ban mac Ualghairg, (1349-1352);
- Tadhg na gCaor mac Ualghairg, (1352-1376);
- Tighearnan Mor mac Ualghairg, (1376-vers le 1er février 1418);
- Aodh Buidhe mac Tighearnain Mhoir, (1418-1419);
- Tadhg mac Tighearnain Mhoir, (1419-1435);
- Art mac Taidgh na gCaor, (1419-1424);
- Lochlainn mac Taidhg na gCaor, (1435-1440);
- Donnchadh Losc mac Tighearnain Mhoir, (1440-1445);
- Donnchadh mac Tighearnain Oig, (1445-1449);
- Lochlainn mac Taidgh na gCaor, (1449-1458);
- Tighearnan Og mac Taidhg, (1449-1468);
- Domhnall mac Taidhg, (1468-1468);
- Donnchadh Losc mac Tighearnain Mhoir, (1468-1476);
- Feidhlimidh mac Donnchadha, (1476-1500);
- Eoghan mac Tighearnain Oig, (1500-1528);
- Feidhlimidh mac Feidhlimidh, (1528-1536);
- Brian Ballach mac Eoghain, (1536-vers 1559);
- Tadhg mac Briain Bhallaigh, (vers 1559-1560);
- Brian Ballach mac Eoghain, (1560-1562);
- Aodh Gallda mac Briain Bhallaigh, (1562-1564);
- Aodh Buidhe mac Briain Bhallaigh, (1564-1566);
- Brian na Múrtha Ó Ruairc, (vers 1566-3 novembre 1591);
- Brian Og na Samhthach mac Briain na Murtha (en), (1591-1600);
- Tadhg mac Briain na Murtha (en), (1600-1605);

## Liste des seigneurs Ó Raghallaigh de l'est du Bréifne (rois de Muintir Maoilmhordha)
- mort en 1161 : Gofraid Ua Raghallaigh
- 1161-1162 : Cathal Ier Ua Raghallaigh, son fils ;
- 1162-1220 : Annand Ua Raghallaigh son fils ;
- 1220-1256 : Cathal II Ua Raghallaigh, son fils ;
- 1256-1257 : Conn Ua Raghallaigh son fils ;
- 1257-1283 : Domnall Ua Raghallaigh frère de Cathal II ;
- 1283-1285 : Matha Ua Raghallaigh, fils de Domnall ;
- 1285-1293 : Ferghal O'Raigillig, son frère ;
- 1293-1330 : Gilla-Isa Ruaid O'Raigillig,
- 1330-1349 : Risderd Ier (i.e: Richard] O'Reilly, fils de Gilla-Isa Ruaid ;
- 1349-1365 : Cu Chonnacht O'Reilly, abdique, fils de Gilla-Isa Ruaid ;
- 1365-1384 : Pilib Ier (i.e: Philippe) O'Reilly, fils de Gilla-Isa Ruaid ;
  - 1366-1369: Magnus O'Reilly, déposé, fils de Cu Chonnacht ;
- 1384-1392 : Thomas Mor mac Mathgamain Ua Raighillaigh, petit-fils de Gilla-Isa Ruaid ;
- 1392-1400 : Sean Ier (i.e: John) fils de Pilib O'Reilly ;
- 1400-1400 : Gilla-Isa II fils de Pilib O' Reilly ;
- 1403-1411 : Maelmordha Ier, fils de Cuconnaught O'Reilly ;
- 1411-1418 : Richard II fils de Thomas Mor O'Reilly ;
- 1418-1449 : Éogan Ier (i.e: Owen) fils de Sean O'Reilly ;
- 1449-1460 : Sean II fils d'Éogan O' Reilly ;
  - 1449-1450 : Fergal (i.e Farrell) fils de Thomas Mor O'Reilly, déposé ;
- 1460-1467 : Cathal III fils d'Owen O'Reilly ;
- 1467-1487 : Turlough, fils de John II O'Reilly ;
- 1487-1491 : John III, fils de Turlough O'Reilly ;
- 1491-1510 : John IV, fils de Cathal III O'Reilly ;
- 1510-1514 : Aed Ier (i.e Hughes) , fils de Cathal III O'Reilly ;
- 1514-1526 : Owen II Ruaidh, fils de Cathal III O'Reilly ;
- 1526-1534 : Farrell II (i.e Fergal), fils de John IV O'Reilly ;
- 1534-1565 : Maelmordha II, fils de John IV O'Reilly ;
- 1565-1583 : Aed II (i.e: Hughes) Conallagh O'Reilly, fils de Maelmordha II O'Reilly ;
- 1583-1596 : John V Roe, fils de Aed II Conallagh O'Reilly ;
- 1596-1596 : Pilib II Dubh, fils d'Aed II O'Reilly ;
- 1596-1601 : Éamonn (i.e: Edmond) fils de Maelmordha O'Reilly ;
- 1601-1603 : Owen III fils de Aed II Conallagh O'Reilly ;
- 1603-1607 : Maelmordha III fils d Aed II Conallagh O'Reilly ;

## Sources
- (en) Seán Ó Hoireabhárd, Succession in twelfth-century Bréifne, Journal of Medieval History, 2004, p. 369-376
- (en) Bart Jaski, Genealogical tables of medieval Irish royal dynasties, Dublin, Four Courts Press, 2013 (ISBN 9781846824265), p. 154-155 Tableau-69 Ua Ruairc 10th-13th c. & Tableau-70  Ua Ruairc 14th-16th c.
- (en) T.W Moody, F.X. Martin,F.J. Byrne, Maps, Genealogies, Lists. A companion to Irish History part II, Oxford, Oxford University Press, coll. « A New History of Ireland » (no 9), 2011, 674 p. (ISBN 9780199593064), p. 228-29 O Ruairc, Kings of Breifne, a.1128-1605
- (en) « O'Reillys of East Brefine: O Raghalliagh, Kings of Muintir Maoilmhordha, a.1161–1607», dans A New History of Ireland, Vol. IX, ed. Byrne, Martin, Moody, 1984. p. 229–230.